# Zemljak
Zemljak je priimek več znanih Slovencev:
- Bernarda Zemljak (*1965), lokostrelka
- Branko Zemljak, rimskokatoliški duhovnik
- Leopold Zemljak, strojnik in pedagog
- Jože Zemljak (1908—1987), politik in diplomat
- Melita Zemljak Jontes, jezikoslovka slovenistka